# Marie Claire Tchecola

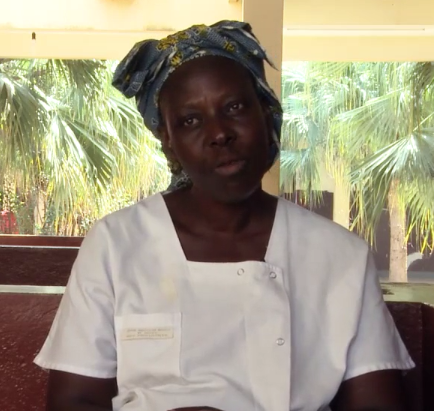
Marie Clare Tchecola - Người sống sót Ebola

Marie Claire Tchecola là một y tá may mắn sống sót sau hành trình đấu tranh với bệnh Ebola ở Guinea. Cô là một nhà hoạt động giáo dục về bệnh tật và chiến đấu với sự kỳ thị chống lại những người mắc bệnh. Năm 2015, cô được Bộ Ngoại giao Hoa Kỳ trao tặng Giải thưởng Phụ nữ Can đảm Quốc tế.

## Tiểu sử
Tchecola sinh ra và lớn lên tại một ngôi làng nhỏ ở Guinea gần biên giới Sénégal (một quốc gia châu Phi). Cô là người phụ nữ đầu tiên trong gia đình có được một nền giáo dục tốt. Cô đã có được bằng chứng điều dưỡng và đang làm y tá tại Bệnh viện Donka ở Conakry, Guinea.
Vào tháng 07 năm 2014, cô mắc bệnh Ebola, trong khi điều trị cho một bệnh nhân bị bệnh nặng. Sự thiếu hụt nhân viên y tế  và các thiết bị bảo vệ cơ bản  đã tạo ra một tình huống ở Tây Phi nơi căn bệnh này đang lây lan nhanh chóng. Nhận thấy các triệu chứng, cô đã tự kiểm tra tại một trung tâm điều trị để ngăn ngừa sự lây lan của căn bệnh. Cô nhận ra từ kinh nghiệm của bản thân rằng việc từ chối, nghi ngờ và thông tin sai lệch có thể ngăn cấm mọi người điều trị đúng cách và thực hiện các biện pháp phòng ngừa thích hợp. Sau khi khỏi bệnh, Tchecola trở lại với công việc là một y tá phòng cấp cứu tại Bệnh viện Donka, nhưng những rắc rối của cô vẫn chưa kết thúc.
Chủ nhà của Tchecola đuổi cô đi, vì sợ hãi và thông tin sai lệch về căn bệnh này. Những người khác sống sót có câu chuyện tương tự: bạn bè dừng thăm, chủ nhân sẽ không cho công nhân quay trở lại, cộng đồng tin rằng Ebola là bản án tử hình và cuối cùng nạn nhân sẽ chết để họ trốn tránh những người sống sót, bị từ chối bởi các thành viên gia đình và nỗi sợ ức chế vị trí khác cho họ. Tình hình với trẻ em đặc biệt rắc rối. Hơn 4.000 trẻ em được đăng ký là trẻ mồ côi ở Guinea. Bởi vì những người sống sót dường như có khả năng miễn dịch với căn bệnh này, họ đang được UNICEF tuyển dụng để giúp đỡ trẻ em. Những người sống sót có thể chạm vào và cung cấp sự thoải mái cho những đứa trẻ bị chấn thương theo cách mà nhân viên trong các thiết bị bảo vệ không thể.
Tchecola cam kết nâng cao nhận thức, giáo dục về phòng chống bệnh Ebola và chống phân biệt đối xử với những người vượt qua bệnh này. Cô là thành viên của Hiệp hội những người sống sót Ebola ở Guinea, nơi cung cấp một mạng lưới hỗ trợ cho những người sống sót sau căn bệnh này.